# 科尔库维翁湾
科尔库维翁湾是西班牙加利西亚自治区拉科鲁尼亚省西南部下溺湾的一部分，也是夏亚斯河的最终入海口。

## 地理
科尔库维翁湾属于溺灣地形，海岸分布有许多花岗岩，湾中央是洛贝拉斯群岛（Illas Lobeiras），上面有一座灯塔，方便来往船只的航行。科尔库维翁湾北部是菲斯特拉角和死亡海岸，南临穆罗斯-诺亚湾。

## 历史
1596年10月末，西班牙海军上将马丁·德帕迪利亚奉命进攻英格兰，他率领的舰队在科尔库维翁湾遭到了猛烈的暴风雨袭击，约有25至31艘船只沉没。1803年11月28日，拿破仑战争爆发后没多久，一艘从哈瓦那前往拉科鲁尼亚的法兰西32门炮护卫舰在途径科尔库维翁湾时被英国热心号64门炮3等舰击沉。
科尔库维翁湾也是第一次世界大战期间德意志帝国海军U型潜艇的秘密停放点之一。